# 水鏡天神社
水鏡天神社 （みずかがみてんじんしゃ）は、奈良県奈良市五条町にある神社。旧社格は村社。水鏡神社ともいい、付近の中垣内、出垣内、西垣内の氏神である。かつては唐招提寺の鎮守社であった。

## 歴史
『国語本東征伝』によると、鑑真の渡日の際、三千粒の舎利瓶が波にさらわれ海に落ちたことがあった。鑑真と弟子が懸命に祈ると、金色の亀が舎利瓶を背に載せてあらわれた。喜んだ鑑真が合掌すると、金亀はたちまち老翁となり、「我は輪蓋竜王である。和上が日本に建てる寺の東南の隅に必ず白い石と竜王が現れて、舎利と戒律道場を守護すると約束しよう」と告げたという。鑑真が新田部親王の旧宅を賜り唐招提寺を建立すると、はたして東南隅に白石が現れたので、その地に池を掘り龍神の住処とし、律法鎮守の神として崇めたと伝わる。
明治となり神仏分離で唐招提寺から独立し、後に村社に列せられている。
現在、管理は唐招提寺によって行われている。

## 祭神
- 菅原道真
- 右: 気比大神[7][3]
- 左: 天照天神、春日大神[7][3]

## 境内
- 本殿 - 春日大社末社、三十八所神社旧本殿を移築したものとの説がある[2]。
- 境内社 - かつて本殿の左に2社あったが現在は1社[6][4]のみとなっている。後述する2社はかつての記録に書かれているものであるが、いずれが残ったかなどは不明である。西宮社：崇道天皇を祀る[6]。若宮社：伊予親王を祀る[6]。
- 井戸 - 菅公の姿写しの井戸という。本殿の右にあり、花崗岩切り石で蓋がある[6]。菅原道真が九州太宰府に配流の際、本地に立ち寄り、本殿右の井戸に姿を写したと伝えられ社名の由来ともなった[6]。
- 中門
- 拝殿（割拝殿） - 長い割拝殿で楼門造[6]。